# Protease
Proteases (proteínases, peptidases ou enzimas proteolíticas, EC 3.4) são enzimas que quebram ligações peptídicas entre os aminoácidos das proteínas. O processo é chamado de clivagem proteolítica, um mecanismo comum de ativação ou inativação de enzimas envolvido principalmente na digestão e na coagulação sanguínea. Como uma molécula de água é utilizada no processo, as proteases são classificadas como hidrolases.
As peptidases constituem uma grande família, dividida em endopeptidases ou proteínases e exopetidases, de acordo com a posição da ligação peptídica a ser clivada na cadeia peptídica.
Endopeptidases atuam preferencialmente nas regiões internas da cadeia polipeptídica, entre as regiões N- e C-terminal. A presença de grupos α-amino ou α-carboxila tem um efeito negativo na atividade da enzima.
As exopeptidases atuam somente nos finais das cadeias polipeptídicas na região N ou C terminal. Aquelas que atuam na região amino terminal livre liberam um único resíduo de aminoácido (aminopeptidases), um dipeptídeo (dipeptidil-peptidases) ou um tripeptídeo (tripeptidil-peptidases). As exopeptidases que atuam na região carboxi terminal livre liberam um único aminoácido (carboxipeptidases) ou um dipeptídeo (peptidil-dipeptidases).

## Classificação
Existem atualmente (em 2004) seis classes de proteases:
- Proteases de serina
- Proteases de treonina
- Proteases de cisteína
- Proteases de ácido aspártico (por exemplo a plasmepsina)
- Metaloproteases
- Proteases de ácido glutâmico

As peptidases de treonina e ácido glutâmico não haviam sido descritas até 1995 e 2004, respectivamente. O mecanismo usado para clivar uma ligação peptídica envolve a fabricação de um resíduo de aminoácido (peptidases de serina, cisteína e treonina) ou a formação de uma molécula de água nucleofílica (peptidases de ácido aspártico e ácido glutâmico e metaloproteases) capaz de atacar o grupo carbonil da ligação peptídica. Uma maneira de formação de nucleófilo é pela tríade catalítica, onde um resíduo de histidina é usado para ativar uma serina, cisteína ou treonina como nucleófilo.

## Evolução
As peptidases podem ser classificadas por critérios evolucionários.
Depois de analisadas seqüências de aminoácidos das peptidases foram classificadas de acordo com suas famílias evolutivas. Algumas das famílias foram agrupadas juntamente e apresentam sinais de relacionamento distante, parece haver cerca de 60 linhas evolucionárias de peptidases com origens distintas. Alguns membros com atividades completamente diversas de peptidase, no entanto há exemplos impressionantes de  convergência .

## Função
Proteases ocorrem naturalmente em todos os organismos e correspondem a 1-5% de seus conteúdos genéticos. Essas enzimas estão envolvidas numa grande variedade de reações metabólicas, da simples digestão de proteínas do alimento a cascatas altamente reguladas (por exemplo a da coagulação, o sistema complementar, as vias de apoptose, e a cascata ativadora da profenoloxidase nos invertebrados). Para viabilizar o controle de tais cascatas, algumas peptidases podem quebrar ligações peptídicas em seqüências específicas de aminoácidos (proteólise limitada), ao passo que outras degradam o peptídeo integralmente (proteólise ilimitada). A clivagem específica de uma proteína pode tanto neutralizá-la, quanto permitir que ela assuma uma conformação ativa, o que pode servir de sinalização para ciclos celulares.

## Inibidores
A função de peptidases é inibida por enzimas inibidoras de protease. Exemplos de inibidores de protease são a classe das serpinas (serine protease or peptidase inhibitors), incorporando alpha 1-antitripsina. Outras serpinas são o complemento 1-inibidor, a antitrombina, a alpha 1-antiquimotripsina, plasminogênio ativador inibidor 1 (coagulação, fibrinólise) e a recentemente descoberta neuroserpina.
Alguns vírus como o HIV dependem de proteases no seu ciclo reprodutivo, pois algumas proteínas virais são codificadas em uma longa cadeia peptídica, sendo libertadas por proteases, só então assumindo sua conformação ideal e função. Assim, inibidores de protease são desenvolvidos como meios antivirais.

## Degradação
Proteases, sendo proteínas, são clivadas por outras proteases, às vezes da mesma variedade. Isso pode ser um método importante de regulação da atividade proteolítica.

## Pesquisa em proteases
O campo de pesquisa de proteases é imenso. Barrett e Rawlings estimaram que aproximadamente 8000 artigos relacionados são publicados a cada ano.

## Neurolisina
A neurolisina é uma metalopeptidase do zinco. A estrutura da neurolisina forma uma canaleta estreita e profunda. Essa estrutura é responsável pela alta especificidade das neuropeptidases. Além disso, estudos indicam que o comprimento de um N-terminal da carcaça ao local da hidrólise está restringido a aproximadamente 10 resíduos pelo tamanho limitado da concavidade ativa do local. As características estruturais podem esclarecer a habilidade de clivagem de uma variedade de seqüências.

### Artigos
- C. Kent Brown, Kevin Madauss, Wei Lian, Moriah R. Beck, W. David Tolbert, and David W. Rodgers Structure of neurolysin reveals a deep channel that limits substrate access PNAS. 13 de março de 2001; 98(6): 3127–3132. [ligação inativa]
- Hedstrom L. Serine Protease Mechanism and Specificity. Chem Rev 2002;102:4501-4523.
- Southan C. A genomic perspective on human proteases as drug targets. Drug Discov Today 2001;6:681-688.
- Puente XS, Sanchez LM, Overall CM, Lopez-Otin C. Human and Mouse Proteases: a Comparative Genomic Approach. Nat Rev Genet 2003;4:544-558.
- Ross J, Jiang H, Kanost MR, Wang Y. Serine proteases and their homologs in the Drosophila melanogaster genome: an initial analysis of sequence conservation and phylogenetic relationships. Gene 2003;304:117-31.
- Puente XS, Lopez-Otin C. A Genomic Analysis of Rat Proteases and Protease Inhibitors. Genome Biol 2004;14:609-622.

### Livros
- Barrett AJ, Rawlings ND, Woessner JF. The Handbook of Proteolytic Enzymes, 2nd ed. Academic Press, 2003. ISBN 0-12-079610-4.
- Hooper NM. Proteases in Biology and Medicine. London: Portland Press, 2002. ISBN 1-85578-147-6.

### Internet
- "Proteases", Proteases de microorganismos, https://web.archive.org/web/20110624100741/http://acd.ufrj.br/proteases/ProteaseApres.htm (acessado em 21/03/2006)
- http://www.pubmedcentral.gov/articlerender.fcgi?tool=pmcentrez&rendertype=abstract&artid=30618